# Parasteatoda oxymaculata
Parasteatoda oxymaculata là một loài nhện trong họ Theridiidae.
Loài này thuộc chi Parasteatoda. Parasteatoda oxymaculata được Chuandian Zhu miêu tả năm 1998.